# Krystalky
Krystalky, později Potatoes (česky Brambory), byla česká vokální dívčí skupina z počátku 60. let. Zanikla v roce 1967, poté vzniklo duo Irena a Olga.

## Členky
- Olga Blechová
- Jiřina Menšlová
- Eva Fatková
- Irena Rezková (roz. Kubáková)
- Zuzana Popperová

## Dílo
- Hit Tenhle kluk (1966) – originál skladby Just One Look od Doris Troy a Gregory Carroll, později nahráli taky The Hollies, český text napsala Jiřina Menšlová.